# Organização Desportiva Sul-Americana
A Organização Desportiva Sul-Americana, cujos acrônimos podem ser ODESUL ou ODESUR, (em castelhano:  Organización Deportiva Suramericana, ODESUR; em inglês:  South American Sports Organization), foi fundada em 26 de março de 1976. Associada a Organização Desportiva Pan-Americana, é também regida pelo Comitê Olímpico Internacional (COI). Formada por quinze países associados, tem como o maior evento que organiza, os Jogos Sul-Americanos, realizados de quatro em quatro anos, no continente sul-americano.
A Organização Desportiva Sul-Americana, cujos acrônimos podem ser ODESUL ou ODESUR, (em castelhano:  Organización Deportiva Suramericana, ODESUR; em inglês:  South American Sports Organization), fundada em 27 de março de 1976, é a associação dos comitês olímpicos nacionais da América do Sul, com sede em Luque, Paraguai. Associada a Organização Desportiva Pan-Americana, é também regida pelo Comitê Olímpico Internacional (COI). Como parte do movimento olímpico, promove seus objetivos e princípios. É responsável pela organização dos Jogos Sul-Americanos, Jogos Sul-Americanos de Praia e Jogos Sul-Americanos da Juventude.
Os países membros da ODELUR (através de seu Comitê Olímpico Nacional) são: Argentina, Aruba, Bolívia, Brasil, Chile, Colômbia, Curaçau, Equador, Guiana, Panamá, Paraguai, Peru, Suriname, Uruguai e Venezuela. As Antilhas Neerlandesas deixaram de ser membros após sua dissolução em 2010.

## História
Em 1976, a Argentina foi a nação pioneira no processo de criação de uma entidade continental. No entanto, devido à falta de apoio na época, o Comité Olímpico local não pôde dar continuidade à ideia. Assim, o presidente do Comitê Olímpico Boliviano, José Gamarra Zorrilla, assumiu o projeto. No mesmo ano, Zorrilla organizou um congresso em La Paz, no qual, juntamente com os presidentes dos comitês argentino, chileno, paraguaio e peruano, fundou a Organização Desportiva Sul-Americana, em 26 de março de 1976, com a orientação da Organização Desportiva Pan-Americana, afiliada ao Comitê Olímpico Internacional.
Em um segundo encontro, com os regulamentos já elaborados, a ODESUL definiu os rumos dos primeiros Jogos Sul-Americanos, inicialmente chamados de Jogos do Cruzeiro do Sul. Finalmente, em 1978, após um terceiro congresso, a primeira edição foi realizada na cidade de La Paz, Bolívia, com a participação de oito países membros e dezesseis modalidades esportivas.
A partir de 2009, a ODESUL também começou a organizar os Jogos Sul-Americanos de Praia, que ocorrem a cada dois anos, sempre no final de cada ano ímpar. Em 2012, decidiu-se que, a partir de 2013, seriam adicionados os Jogos Sul-Americanos da Juventude, destinados a atletas entre 14 e 17 anos.

## Países-membros
| País      | Código | Nome                                         |
| --------- | ------ | -------------------------------------------- |
| Argentina | ARG    | Comité Olímpico Argentino                    |
| Aruba     | ARU    | Comitê Olímpico de Aruba                     |
| Bolívia   | BOL    | Comitê Olímpico Boliviano                    |
| Brasil    | BRA    | Comitê Olímpico do Brasil                    |
| Chile     | CHI    | Comité Olímpico do Chile                     |
| Colômbia  | COL    | Comitê Olímpico Colombiano                   |
| Curaçau   | CUR    | Federação de Esportes e Olimpismo de Curaçao |
| Equador   | ECU    | Comitê Olímpico Equatoriano                  |
| Guiana    | GUY    | Associação Olímpica da Guiana                |
| Panamá    | PAN    | Comitê Olímpico do Panamá                    |
| Paraguai  | PAR    | Comitê Olímpico Paraguaio                    |
| Peru      | PER    | Comitê Olímpico Peruano                      |
| Suriname  | SUR    | Comitê Olímpico do Suriname                  |
| Uruguai   | URU    | Comitê Olímpico Uruguaio                     |
| Venezuela | VEN    | Comitê Olímpico Venezuelano                  |

## Estrutura
A ODESUL é formada por seus membros afiliados e funcionários internos:
- Presidente: Camilo Pérez López Moreira ( paraguaio)
- Primeiro vice-presidente: Mario Moccia ( argentino)
- Segundo vice-presidente: Paulo Wanderley ( brasileiro)
- Primeiro porta-voz: Damaris Young ( panamenha)
- Segundo porta-voz: Wanda Broeksema ( arubana)
- Terceiro porta-voz: José Luis Echeverry ( argentino)
- Secretário-geral: Miguel Ángel Mujica ( chileno)
- Presidente da Comissão de Atletas: Inés Remersaro ( uruguaia)
- Tesoureiro: Marco Arce ( boliviano)
- Membros afiliados (confederações nacionais), que funcionam como os comitês que elaboram as regras

## Presidentes
A lista a seguir mostra quem foram os presidentes da ODESUL, cargo criado em 1976:
| Mandato         | País      | Presidente                 |
| --------------- | --------- | -------------------------- |
| 1976 – 1982     | Bolívia   | José Gamarra Zorrilla      |
| 1982 – 1986     | Argentina | Antonio Rodríguez          |
| 1986 – 1988     | Chile     | Juan Carlos Esguep         |
| 1988 – 1994     | Peru      | Raúl Gamboa                |
| 1994 – 1998     | Venezuela | Sabino Hernández           |
| 1998 – 2003     | Argentina | Antonio Rodríguez          |
| 2003 – 2017     | Brasil    | Carlos Arthur Nuzman       |
| 2017 – presente | Paraguai  | Camilo Pérez López Moreira |